# North American Soccer League (1968-1984)
Ne pas confondre avec la ligue homonyme disparue en 2017.
La North American Soccer League ou NASL (en français : Ligue nord-américaine de soccer) est une association sportive professionnelle nord-américaine regroupant des franchises de soccer des États-Unis et du Canada. C'est la principale ligue professionnelle de soccer en Amérique du Nord de 1968 à 1984.
La North American Soccer League est créée le 7 décembre 1967. La première saison de cette ligue a eu lieu en 1968 avec dix-sept franchises réparties aux États-Unis et au Canada. La ligue est dissoute à la fin de la saison 1984. La NASL est le plus haut niveau des compétitions de soccer de ces deux pays. 
Comme pour la plupart des ligues sportives professionnelles nord-américaines, la ligue professionnelle est fermée. Elle ne se joue que par des franchises qui payent pour entrer dans la ligue. Il n'y a pas de système de relégation-promotion. La saison se termine par la finale, qui conclut les séries éliminatoires.

## Histoire
Avant de créer la Major League Soccer (MLS), un championnat plus modeste, les États-Unis étaient tombés dans l'excès de la NASL, la ligue nord-américaine de soccer. Encore aujourd'hui, la NASL évoque un mélange de nostalgie et de consternation chez les Américains.
En 1966, la retransmission télévisée de la finale de la Coupe du monde entre l'Angleterre et l'Allemagne, disputée à Wembley, enregistre des taux d'audience exceptionnels aux États-Unis. Devant un tel engouement, deux grandes ligues professionnelles de soccer se mettent en place en 1967.
Dès la fin de l'année, l'United Soccer Association (en) (USA) et la National Professional Soccer League (en) (NPSL), une ligue professionnelle indépendante, fusionnent pour donner naissance à la North American Soccer League, la fameuse NASL.
Au tournant du 20e siècle, quelques ligues semi-professionnelles de football existent déjà aux États-Unis, mais celles-ci sont en général réservées aux grandes communautés ethniques du nord-est du pays. Très tôt dans l'histoire de la Coupe du monde de la FIFA, la sélection américaine, dont la plupart des joueurs sont issus de ces communautés, cherche à se faire une place parmi les grands.
Les Américains terminent quatrièmes de la première Coupe du monde en Uruguay en 1930 et réussiront même à s'imposer face à l'Angleterre en 1950 au Brésil, un exploit qui restera sans doute l'une des plus belles surprises de ce siècle. La naissance de la NASL a été la première véritable tentative de ligue professionnelle s'appliquant à l'ensemble du pays.

### Des débuts difficiles
| Saison | Équipes | Matchs |
| ------ | ------- | ------ |
| 1968   | 17      | 32     |
| 1969   | 5       | 16     |
| 1970   | 6       | 24     |
| 1971   | 8       | 24     |
| 1972   | 8       | 14     |
| 1973   | 9       | 19     |
| 1974   | 15      | 20     |
| 1975   | 20      | 22     |
| 1976   | 20      | 22     |
| 1977   | 18      | 26     |
| 1978   | 24      | 30     |
| 1979   | 24      | 30     |
| 1980   | 24      | 32     |
| 1981   | 21      | 32     |
| 1982   | 14      | 32     |
| 1983   | 12      | 30     |
| 1984   | 9       | 24     |

Les premières années sont difficiles : installés dans les modestes sous-sols du Atlanta Stadium en Géorgie, les fondateurs de la ligue tentent de convaincre les amateurs de sport américains, jusque-là réticents, de s'intéresser au soccer (football). Véritable phénomène mondial dans les années 1960, le soccer est considéré aux États-Unis comme un passe-temps réservé aux étrangers.
De plus, les « quatre grands sports » du pays, le football américain, le basket-ball, le hockey sur glace et le baseball, ne laissent aucune chance aux autres disciplines. Entre 1968 et 1969, 12 des 17 équipes de la ligue sont contraintes d'abandonner l'aventure. La NASL restera l'une des plus grandes déceptions de l'histoire du sport professionnel aux États-Unis.
Mais après cette période sombre, l'espoir renaît rapidement avec l'arrivée aux États-Unis d'une légende du football. En 1975, le Brésilien Pelé, considéré dans le monde entier comme le meilleur joueur de tous les temps, décide de remettre sa retraite à plus tard et rejoint le Cosmos de New York. Il signe un contrat qui, selon les rumeurs, s'élève à 4,5 millions de dollars.
Après quelques années difficiles, la ligue reprend son souffle. Sa popularité augmente dans le nord du pays, à tel point que la ligue comprendra même des équipes canadiennes. Avec la venue de Pelé, le meilleur joueur du monde, le championnat gagne soudain en crédibilité. Les quelques équipes qui ont tenu le choc pendant les années 1960 forment désormais le cœur de la ligue, qui va pouvoir alors s'agrandir.
Pelé ne restera finalement que deux saisons avec le Cosmos. Son match d'adieu contre Santos FC, au Giants Stadium, le stade où il aura disputé une mi-temps avec chaque équipe, attire près de 78 000 spectateurs. Le club jouera un rôle considérable dans l'histoire de la ligue : il permet à la NASL de gagner l'admiration du public et même de conclure un marché avec les grandes chaînes de télévision.
Le Cosmos, dont le nom a été écourté en raison de sa popularité grandissante, devient l'équipe emblématique de la ligue. Aujourd'hui encore, certains passionnés parlent du Cosmos comme étant le plus grand club des États-Unis. Propriété de la Warner Bros., le club possède bien plus d'argent que ses concurrents. Cette brillante équipe attire chaque semaine un public de près de 50 000 spectateurs. À son apogée, elle remporte cinq championnats, dont deux d'affilée en 1977 et 1978, des saisons considérées par les passionnés comme les plus belles de toute l'histoire du football.

### Politique étrangère
D'un coup, le soccer se fait une place dans le paysage sportif américain. Des dizaines de joueurs, certains considérés comme faisant partie des meilleurs du monde, vont soudainement débarquer aux États-Unis. Au Cosmos, Pelé est rejoint par le champion du monde allemand Franz Beckenbauer, l'ancien capitaine de la sélection brésilienne Carlos Alberto Torres, la vedette hollandaise Johan Neeskens et le grand buteur italien Giorgio Chinaglia.
George Best se laissera séduire par la côte ensoleillée de Los Angeles. Il y jouera avec les Aztecs, puis sur l'autre côte avec les Strikers de Fort Lauderdale. Johan Cruyff , quant à lui, rejoint la ligue dans l'espoir de créer un « second Cosmos », cette fois avec les Diplomats de Washington. Le légendaire Portugais Eusébio a passé plusieurs années aux côtés de Bobby Moore et de Gerd Müller. Le Polonais Kazimierz Deyna, Geoff Hurst (le seul avec Kylian Mbappé à avoir réussi le coup du chapeau en finale de la Coupe du monde), le buteur du Real Madrid et de la sélection mexicaine Hugo Sanchez, l'international péruvien Teofilo Cubillas et l'Italien Roberto Bettega font partie de l'aventure.
Certains joueurs américains, comme Rick Davis et Werner Roth (en), réussissent à se frayer un chemin parmi ces vedettes. Mais ce sont évidemment les stars étrangères qui fascinent le plus. Ce déséquilibre est sans doute à l'origine de la chute précoce de la NASL. Les fondateurs de la MLS, qui verra le jour dix ans plus tard, feront tout pour éviter que cette situation ne se renouvelle.
Après avoir prouvé, au moins pendant quelque temps, que le soccer fonctionnait aux États-Unis, la NASL commence à s'essouffler. Elle finira par s'effondrer sous son propre poids en 1984. Autre déception : les États-Unis, même en ayant à l'époque un championnat de qualité, n'ont pas réussi à se qualifier pour une Coupe du monde pendant toute l'existence de la NASL, de 1967 à 1984.
En 17 années d'existence, la NASL a vu naître 62 clubs, dont des équipes "exotiques" comme Hawaï (en) ou les Caribous du Colorado (en). Aujourd'hui, la NASL reste un sujet délicat, mais beaucoup d'Américains la considèrent comme une véritable initiation au beau jeu, notamment grâce à la venue de certains grands joueurs
À la mort de la NASL, les États-Unis plongent alors dans une nouvelle période de semi-professionnalisme. Mais un nouveau projet de ligue professionnelle nationale voit le jour en 1996, avec la création de la Major League Soccer. Soucieux de tirer des leçons de la NASL, qui était sans doute un peu trop indulgente, les Américains misent cette fois sur une organisation irréprochable et une évolution à long terme. Ces efforts ont porté leurs fruits, puisque la MLS est toujours en activité à ce jour et continue à construire, saison après saison, un championnat en évolution qualitative qui, de nouveau, attire de plus en plus de grandes stars du football en fin de carrière.

## Logos

Évolution du logo de la ligue
Logo de 1968 à 1974[2].
Logo de 1975 à 1984[2].

## Palmarès

### Vainqueurs du Soccer Bowl
| Vainqueur | Score     | Finaliste                      | Stade               | Ville                       | État/Province                 |                 |                      |             |
|           |           | Finale de la NASL              |                     |                             |                               |                 |                      |             |
| 1968      | I (en)    | Chiefs d'Atlanta (1)           | 0 - 0               | Toros de San Diego (en)     | Balboa Stadium (en)           | San Diego       | Californie           | 9 360       |
| 1968      | I (en)    | Chiefs d'Atlanta (1)           | 3 - 0               | Toros de San Diego (en)     | Atlanta Stadium               | Atlanta         | Géorgie              | 14 994      |
| 1969      | II        | Spurs de Kansas City (1)       | Championnat         | Chiefs d'Atlanta            | Championnat                   | Championnat     | Championnat          | Championnat |
| 1970      | III (en)  | Lancers de Rochester (1)       | 3 - 0               | Darts de Washington (en)    | Aquinas Memorial Stadium (en) | Rochester       | État de New York     | 9 321       |
| 1970      | III (en)  | Lancers de Rochester (1)       | 1 - 3               | Darts de Washington (en)    | Brookland Stadium (en)        | Washington      | D.C.                 | 5 543       |
| 1971      | IV (en)   | Tornado de Dallas (1)          | 1 - 2               | Chiefs d'Atlanta            | Atlanta Stadium               | Atlanta         | Géorgie              | 3 218       |
| 1971      | IV (en)   | Tornado de Dallas (1)          | 4 - 1               | Chiefs d'Atlanta            | Franklin Stadium              | Dallas          | Texas                | 6 456       |
| 1971      | IV (en)   | Tornado de Dallas (1)          | 2 - 0               | Chiefs d'Atlanta            | Atlanta Stadium               | Atlanta         | Géorgie              | 4 687       |
| 1972      | V (en)    | Cosmos de New York (1)         | 2 - 1               | Stars de Saint-Louis (en)   | Hofstra Stadium               | Hempstead       | État de New York     | 6 102       |
| 1973      | VI (en)   | Atoms de Philadelphie (en) (1) | 2 - 0               | Tornado de Dallas           | Texas Stadium                 | Irving          | Texas                | 18 824      |
| 1974      | VII (en)  | Aztecs de Los Angeles (1)      | 3 - 3 (5 - 3 t.a.b) | Toros de Miami (en)         | Miami Orange Bowl             | Miami           | Floride              | 15 507      |
|           |           | Finale du Soccer Bowl (en)     |                     |                             |                               |                 |                      |             |
| 1975      | VIII (en) | Rowdies de Tampa Bay (1)       | 2 - 0               | Timbers de Portland         | Spartan Stadium               | San José        | Californie           | 17 483      |
| 1976      | IX (en)   | Metros-Croatia de Toronto (1)  | 3 - 0               | Kicks du Minnesota          | Kingdome                      | Seattle         | Washington           | 25 765      |
| 1977      | X (en)    | Cosmos de New York (2)         | 2 - 1               | Sounders de Seattle         | Civic Stadium                 | Portland        | Oregon               | 35 548      |
| 1978      | XI (en)   | Cosmos de New York (3)         | 3 - 1               | Rowdies de Tampa Bay        | Giants Stadium                | East Rutherford | New Jersey           | 74 901      |
| 1979      | XII (en)  | Whitecaps de Vancouver (1)     | 2 - 1               | Rowdies de Tampa Bay        | Giants Stadium                | East Rutherford | New Jersey           | 50 699      |
| 1980      | XIII (en) | Cosmos de New York (4)         | 3 - 0               | Strikers de Fort Lauderdale | RFK Stadium                   | Washington      | D.C.                 | 50 768      |
| 1981      | XIV (en)  | Sting de Chicago (1)           | 0 - 0 (2 - 1 t.a.b) | Cosmos de New York          | Exhibition Stadium            | Toronto         | Ontario              | 36 971      |
| 1982      | XV (en)   | Cosmos de New York (5)         | 1 - 0               | Sounders de Seattle         | Jack Murphy Stadium           | San Diego       | Californie           | 22 634      |
| 1983      | XVI (en)  | Roughnecks de Tulsa (1)        | 2 - 0               | Blizzard de Toronto         | BC Place                      | Vancouver       | Colombie-Britannique | 53 326      |
| 1984      | XVII (en) | Sting de Chicago (2)           | 2 - 1               | Blizzard de Toronto         | Comiskey Park                 | Chicago         | Illinois             | 8 352       |
| 1984      | XVII (en) | Sting de Chicago (2)           | 3 - 2               | Blizzard de Toronto         | Varsity Stadium               | Toronto         | Ontario              | 16 842      |

### Vainqueurs de la NASL en intérieur
| Vainqueur | Score | Finaliste                      | Aréna          | Ville                | État/Province           |                 |             |             |
|           |       | Finale de la NASL en intérieur |                |                      |                         |                 |             |             |
| 1971      | I     | Tornado de Dallas (1)          | 3 - 0          | Lancers de Rochester | St. Louis Arena         | Saint-Louis     | Missouri    | 5 060       |
| 1975      | II    | Earthquakes de San José (1)    | 8 - 5          | Rowdies de Tampa Bay | Cow Palace              | Daly City       | Californie  | 8 618       |
| 1976      | III   | Rowdies de Tampa Bay (1)       | 6 - 4          | Lancers de Rochester | Bayfront Center (en)    | St. Petersburg  | Floride     | 5 787       |
| 1978      | IV    | Roughnecks de Tulsa (1)        | 9 - 5          | Kicks du Minnesota   | Tulsa Assembly Center   | Tulsa           | Oklahoma    | Inconnue    |
| 1979      | V     | Tornado de Dallas (2)          | Championnat    | Rowdies de Tampa Bay | Championnat             | Championnat     | Championnat | Championnat |
| 1979-1980 | VI    | Rowdies de Tampa Bay (2)       | 4 - 5          | Rogues de Memphis    | Mid-South Coliseum (en) | Memphis         | Tennessee   | 9 081       |
| 1979-1980 | VI    | Rowdies de Tampa Bay (2)       | 10 - 4 (1 - 0) | Rogues de Memphis    | Bayfront Center (en)    | St. Petersburg  | Floride     | 5 545       |
| 1980-1981 | VII   | Drillers d'Edmonton (en) (1)   | 9 - 6          | Sting de Chicago     | Edmonton Gardens (en)   | Edmonton        | Alberta     | 5 089       |
| 1980-1981 | VII   | Drillers d'Edmonton (en) (1)   | 5 - 4          | Sting de Chicago     | Chicago Stadium         | Chicago         | Illinois    | 16 257      |
| 1981-1982 | VIII  | Sockers de San Diego (1)       | 9 - 7          | Rowdies de Tampa Bay | San Diego Sports Arena  | San Diego       | Californie  | 12 840      |
| 1981-1982 | VIII  | Sockers de San Diego (1)       | 10 - 5         | Rowdies de Tampa Bay | Bayfront Center (en)    | St. Petersburg  | Floride     | 6 325       |
| 1983      | IX    | Rowdies de Tampa Bay (3)       | 5 - 4          | Manic de Montréal    | Forum de Montréal       | Montréal        | Québec      | 7 895       |
| 1983-1984 | X     | Sockers de San Diego (2)       | 5 - 2          | Cosmos de New York   | San Diego Sports Arena  | San Diego       | Californie  | 12 006      |
| 1983-1984 | X     | Sockers de San Diego (2)       | 10 - 4         | Cosmos de New York   | San Diego Sports Arena  | San Diego       | Californie  | 12 696      |
| 1983-1984 | X     | Sockers de San Diego (2)       | 7 - 3          | Cosmos de New York   | Brendan Byrne Arena     | East Rutherford | New Jersey  | 4 717       |

## Commissaires et présidents de la NASL
Liste des présidents et commissaires (commissioners selon l'expression anglaise) de la NASL : 
- Dick Walsh (en) et Ken Macker, co-commissaire en 1968
- Phil Woosnam, commissaire de 1969 à 1983
- Howard J. Samuels (en), commissaire de 1983 à 1984
- Clive Toye (en), président de 1984 à 1985

## Les franchises de la NASL
| Début | Arrêt | Nom de l'équipe                        | Ville, État/Province            | Commentaire                                               |
| ----- | ----- | -------------------------------------- | ------------------------------- | --------------------------------------------------------- |
| 1968  | 1981  | Chiefs d'Atlanta                       | Atlanta, Géorgie                | Ne joue pas entre 1974 et 1978. Arrêt de la franchise.    |
| 1968  | 1969  | Bays de Baltimore (en)                 | Baltimore, Maryland             | Arrêt de la franchise.                                    |
| 1974  | 1975  | Comets de Baltimore (en)               | Baltimore, Maryland             | Renommée en tant que Jaws de San Diego (en).              |
| 1968  | 1968  | Beacons de Boston (en)                 | Boston, Massachusetts           | Arrêt de la franchise.                                    |
| 1974  | 1976  | Minutemen de Boston                    | Boston, Massachusetts           | Arrêt de la franchise.                                    |
| 1981  | 1981  | Boomers de Calgary (en)                | Calgary, Alberta                | Arrêt de la franchise.                                    |
| 1978  | 1981  | Surf de la Californie (en)             | Anaheim, Californie             | Arrêt de la franchise.                                    |
| 1978  | 1978  | Caribous du Colorado (en)              | Denver, Colorado                | Renommée en tant que Chiefs d'Atlanta.                    |
| 1968  | 1968  | Mustangs de Chicago                    | Chicago, Illinois               | Arrêt de la franchise.                                    |
| 1975  | 1984  | Sting de Chicago                       | Chicago, Illinois               | Rejoint la MISL à la suite de la faillite de la NASL.     |
| 1968  | 1968  | Stokers de Cleveland (en)              | Cleveland, Ohio                 | Arrêt de la franchise.                                    |
| 1975  | 1977  | Bicentennials du Connecticut (en)      | Hartford, Connecticut           | Renommée en tant que Stompers d'Oakland (en).             |
| 1968  | 1981  | Tornado de Dallas                      | Dallas, Texas                   | Arrêt de la franchise.                                    |
| 1974  | 1975  | Dynamos de Denver (en)                 | Denver, Colorado                | Renommée en tant que Kicks du Minnesota.                  |
| 1968  | 1968  | Cougars de Détroit (en)                | Détroit, Michigan               | Arrêt de la franchise.                                    |
| 1978  | 1980  | Express de Détroit (en)                | Détroit, Michigan               | Renommée en tant que Diplomats de Washington.             |
| 1979  | 1982  | Drillers d'Edmonton (en)               | Edmonton, Alberta               | Arrêt de la franchise.                                    |
| 1977  | 1983  | Strikers de Fort Lauderdale            | Fort Lauderdale, Floride        | Renommée en tant que Strikers du Minnesota (en).          |
| 1978  | 1980  | Hurricane de Houston (en)              | Houston, Texas                  | Arrêt de la franchise.                                    |
| 1968  | 1968  | Stars de Houston (en)                  | Houston, Texas                  | Arrêt de la franchise.                                    |
| 1980  | 1982  | Tea Men de Jacksonville (en)           | Jacksonville, Floride           | Rejoint l'ASL (en).                                       |
| 1968  | 1970  | Spurs de Kansas City                   | Kansas City, Missouri           | Arrêt de la franchise.                                    |
| 1977  | 1977  | Quicksilvers de Las Vegas (en)         | Las Vegas, Nevada               | Renommée en tant que Sockers de San Diego.                |
| 1974  | 1981  | Aztecs de Los Angeles                  | Los Angeles, Californie         | Arrêt de la franchise.                                    |
| 1968  | 1968  | Wolves de Los Angeles                  | Los Angeles, Californie         | Arrêt de la franchise.                                    |
| 1978  | 1980  | Rogues de Memphis                      | Memphis, Tennessee              | Renommée en tant que Boomers de Calgary (en).             |
| 1972  | 1976  | Toros de Miami (en)                    | Miami, Floride                  | Renommée en tant que Strikers de Fort Lauderdale.         |
| 1976  | 1981  | Kicks du Minnesota                     | Minneapolis, Minnesota          | Arrêt de la franchise.                                    |
| 1984  | 1984  | Strikers du Minnesota (en)             | Minneapolis, Minnesota          | Rejoint la MISL à la suite de la faillite de la NASL.     |
| 1981  | 1983  | Manic de Montréal                      | Montréal, Québec                | Arrêt de la franchise.                                    |
| 1971  | 1973  | Olympique de Montréal                  | Montréal, Québec                | Arrêt de la franchise.                                    |
| 1978  | 1980  | Tea Men de la Nouvelle-Angleterre (en) | Foxborough, Massachusetts       | Renommée en tant que Tea Men de Jacksonville (en).        |
| 1971  | 1984  | Cosmos de New York                     | New York, État de New York      | Rejoint la MISL à la suite de la faillite de la NASL.     |
| 1968  | 1968  | Generals de New York (en)              | New York, État de New York      | Arrêt de la franchise.                                    |
| 1968  | 1968  | Clippers d'Oakland (en)                | Oakland, Californie             | Arrêt de la franchise.                                    |
| 1978  | 1978  | Stompers d'Oakland (en)                | Oakland, Californie             | Renommée en tant que Drillers d'Edmonton (en).            |
| 1973  | 1976  | Atoms de Philadelphie (en)             | Philadelphie, Pennsylvanie      | Arrêt de la franchise.                                    |
| 1978  | 1980  | Fury de Philadelphie (en)              | Philadelphie, Pennsylvanie      | Renommée en tant que Manic de Montréal.                   |
| 1975  | 1982  | Timbers de Portland                    | Portland, Oregon                | Arrêt de la franchise.                                    |
| 1970  | 1980  | Lancers de Rochester                   | Rochester, État de New York     | Arrêt de la franchise.                                    |
| 1968  | 1977  | Stars de Saint-Louis (en)              | Saint-Louis, Missouri           | Renommée en tant que Surf de la Californie (en).          |
| 1975  | 1976  | Thunder de San Antonio                 | San Antonio, Texas              | Renommée en tant que Team Hawaii (en).                    |
| 1976  | 1976  | Jaws de San Diego (en)                 | San Diego, Californie           | Renommée en tant que Quicksilvers de Las Vegas (en).      |
| 1978  | 1984  | Sockers de San Diego                   | San Diego, Californie           | Rejoint la MISL à la suite de la faillite de la NASL.     |
| 1968  | 1968  | Toros de San Diego (en)                | San Diego, Californie           | Arrêt de la franchise.                                    |
| 1974  | 1984  | Earthquakes de San José                | San José, Californie            | Rejoint la WSA (en) à la suite de la faillite de la NASL. |
| 1974  | 1983  | Sounders de Seattle                    | Seattle, Washington             | Arrêt de la franchise.                                    |
| 1975  | 1984  | Rowdies de Tampa Bay                   | Tampa, Floride                  | Rejoint l'AISA (en) à la suite de la faillite de la NASL. |
| 1983  | 1983  | Team America                           | Washington, D.C.                | Arrêt de la franchise.                                    |
| 1977  | 1977  | Team Hawaii (en)                       | Honolulu, Hawaï                 | Renommée en tant que Roughnecks de Tulsa.                 |
| 1971  | 1984  | Blizzard de Toronto                    | Toronto, Ontario                | Arrêt de la franchise.                                    |
| 1968  | 1968  | Falcons de Toronto (en)                | Toronto, Ontario                | Arrêt de la franchise.                                    |
| 1978  | 1984  | Roughnecks de Tulsa                    | Tulsa, Oklahoma                 | Arrêt de la franchise.                                    |
| 1968  | 1968  | Royals de Vancouver                    | Vancouver, Colombie-Britannique | Arrêt de la franchise.                                    |
| 1974  | 1984  | Whitecaps de Vancouver                 | Vancouver, Colombie-Britannique | Arrêt de la franchise.                                    |
| 1970  | 1971  | Darts de Washington (en)               | Washington, D.C.                | Renommée en tant que Gatos de Miami (en).                 |
| 1974  | 1981  | Diplomats de Washington                | Washington, D.C.                | Arrêt de la franchise.                                    |
| 1968  | 1968  | Whips de Washington (en)               | Washington, D.C.                | Arrêt de la franchise.                                    |

## Statistiques

### Récompenses individuelles
| Saison | Joueur de l'année                                           | Entraîneur de l'année                                  | Recrue de l'année                               | Joueur nord-américainde l'année                           | Meilleur joueurde la finale                        | Meilleur buteur                                        | Meilleur gardien                                  |
| ------ | ----------------------------------------------------------- | ------------------------------------------------------ | ----------------------------------------------- | --------------------------------------------------------- | -------------------------------------------------- | ------------------------------------------------------ | ------------------------------------------------- |
| 1968   | Janusz Kowalik (en) (Mustangs de Chicago)                   | Phil Woosnam (Chiefs d'Atlanta)                        | Kaizer Motaung (Chiefs d'Atlanta)               |                                                           |                                                    | Janusz Kowalik (en) (69 points) (Mustangs de Chicago)  | Ataúlfo Sánchez (en) (Toros de San Diego (en))    |
| 1969   | Cirilo Fernández (en) (Spurs de Kansas City)                | János Bédl (Spurs de Kansas City)                      | Siegfried Stritzl (en) (Bays de Baltimore (en)) | Kaizer Motaung (36 points) (Chiefs d'Atlanta)             | Manfred Kammerer (Chiefs d'Atlanta)                |                                                        |                                                   |
| 1970   | Carlos Metidieri (en) (Lancers de Rochester)                | Sal DeRosa (en) (Lancers de Rochester)                 | Jim Leeker (en) (Stars de Saint-Louis (en))     | Kyriákos Apostolídis (en) (35 points) (Tornado de Dallas) | Lincoln Phillips (en) (Darts de Washington (en))   |                                                        |                                                   |
| 1971   | Carlos Metidieri (en) (Lancers de Rochester)                | Ron Newman (en) (Tornado de Dallas)                    | Randy Horton (Cosmos de New York)               | Carlos Metidieri (en) (46 points) (Lancers de Rochester)  | Mirko Stojanović (Tornado de Dallas)               |                                                        |                                                   |
| 1972   | Randy Horton (Cosmos de New York)                           | Kazimierz Frankiewicz (en) (Stars de Saint-Louis (en)) | Mike Winter (en) (Stars de Saint-Louis (en))    | Randy Horton (22 points) (Cosmos de New York)             | Kenny Cooper (en) (Tornado de Dallas)              |                                                        |                                                   |
| 1973   | Warren Archibald (en) (Toros de Miami (en))                 | Al Miller (en) (Atoms de Philadelphie (en))            | Kyle Rote (en) (Tornado de Dallas)              | Kyle Rote (en) (30 points) (Tornado de Dallas)            | Bob Rigby (en) (Atoms de Philadelphie (en))        |                                                        |                                                   |
| 1974   | Peter Silvester (en) (Comets de Baltimore (en))             | John Young (Toros de Miami (en))                       | Doug McMillan (en) (Aztecs de Los Angeles)      | Paul Child (en) (36 points) (Earthquakes de San José)     | Barry Watling (en) (Sounders de Seattle)           |                                                        |                                                   |
| 1975   | Steve David (en) (Toros de Miami (en))                      | John Sewell (en) (Stars de Saint-Louis (en))           | Chris Bahr (en) (Atoms de Philadelphie (en))    | Stewart Jump (en) (Rowdies de Tampa Bay)                  | Steve David (en) (52 points) (Toros de Miami (en)) | Shep Messing (en) (Minutemen de Boston)                |                                                   |
| 1976   | Pelé (Cosmos de New York)                                   | Eddie Firmani (Rowdies de Tampa Bay)                   | Steve Pecher (en) (Tornado de Dallas)           | Arnie Mausser (en) (Rowdies de Tampa Bay)                 | Wolfgang Sühnholz (en) (Metros-Croatia de Toronto) | Giorgio Chinaglia (49 points) (Cosmos de New York)     | Tony Chursky (en) (Sounders de Seattle)           |
| 1977   | Franz Beckenbauer (Cosmos de New York)                      | Ron Newman (en) (Strikers de Fort Lauderdale)          | Jimmy McAlister (en) (Sounders de Seattle)      |                                                           | Stephen Hunt (Cosmos de New York)                  | Steve David (en) (58 points) (Aztecs de Los Angeles)   | Kenny Cooper (en) (Tornado de Dallas)             |
| 1978   | Mike Flanagan (en) (Tea Men de la Nouvelle-Angleterre (en)) | Tony Waiters (Whitecaps de Vancouver)                  | Gary Etherington (en) (Cosmos de New York)      | Bob Lenarduzzi (Whitecaps de Vancouver)                   | Dennis Tueart (en) (Cosmos de New York)            | Giorgio Chinaglia (79 points) (Cosmos de New York)     | Phil Parkes (en) (Whitecaps de Vancouver)         |
| 1979   | Johan Cruyff (Aztecs de Los Angeles)                        | Timo Liekoski (en) (Hurricane de Houston (en))         | Larry Hulcer (en) (Aztecs de Los Angeles)       | Rick Davis (Cosmos de New York)                           | Alan Ball (Whitecaps de Vancouver)                 | Óscar Fabbiani (58 points) (Rowdies de Tampa Bay)      | Phil Parkes (en) (Whitecaps de Vancouver)         |
| 1980   | Roger Davies (Sounders de Seattle)                          | Alan Hinton (en) (Sounders de Seattle)                 | Jeff Durgan (en) (Cosmos de New York)           | Jack Brand (en) (Sounders de Seattle)                     | Giorgio Chinaglia (Cosmos de New York)             | Giorgio Chinaglia (77 points) (Cosmos de New York)     | Jack Brand (en) (Sounders de Seattle)             |
| 1981   | Giorgio Chinaglia (Cosmos de New York)                      | Willy Roy (en) (Sting de Chicago)                      | Joe Morrone (en) (Roughnecks de Tulsa)          | Mike Stojanović (en) (Sockers de San Diego)               | Frantz Mathieu (en) (Sting de Chicago)             | Giorgio Chinaglia (74 points) (Cosmos de New York)     | Arnie Mausser (en) (Tea Men de Jacksonville (en)) |
| 1982   | Peter Ward (Sounders de Seattle)                            | Johnny Giles (Whitecaps de Vancouver)                  | Pedro DeBrito (en) (Rowdies de Tampa Bay)       | Mark Peterson (en) (Sounders de Seattle)                  | Giorgio Chinaglia (Cosmos de New York)             | Giorgio Chinaglia (55 points) (Cosmos de New York)     | Tino Lettieri (Whitecaps de Vancouver)            |
| 1983   | Roberto Cabañas (Cosmos de New York)                        | Dragan Popović (en) (Earthquakes de Golden Bay)        | Gregg Thompson (en) (Rowdies de Tampa Bay)      | Tino Lettieri (Whitecaps de Vancouver)                    | Njego Pesa (en) (Roughnecks de Tulsa)              | Roberto Cabañas (66 points) (Cosmos de New York)       | Tino Lettieri (Whitecaps de Vancouver)            |
| 1984   | Slaviša Žungul (Earthquakes de Golden Bay)                  | Ron Newman (en) (Sockers de San Diego)                 | Roy Wegerle (Rowdies de Tampa Bay)              | Slaviša Žungul (Earthquakes de Golden Bay)                | Manny Rojas (Sting de Chicago)                     | Slaviša Žungul (50 points) (Earthquakes de Golden Bay) | Paul Hammond (en) (Blizzard de Toronto)           |
| 1984   | Slaviša Žungul (Earthquakes de Golden Bay)                  | Ron Newman (en) (Sockers de San Diego)                 | Roy Wegerle (Rowdies de Tampa Bay)              | Slaviša Žungul (Earthquakes de Golden Bay)                | Patricio Margetic (en) (Sting de Chicago)          | Slaviša Žungul (50 points) (Earthquakes de Golden Bay) | Paul Hammond (en) (Blizzard de Toronto)           |

| Place | Joueur                   | Nationalité    | Matchs |
| ----- | ------------------------ | -------------- | ------ |
| 1     | Bob Lenarduzzi           | Canada         | 288    |
| 2     | Bruce Wilson             | Canada         | 276    |
| 3     | Mike Connell (en)        | Afrique du Sud | 252    |
| 4     | Patrick Ntsoelengoe (en) | Afrique du Sud | 244    |
| 5     | Alan Willey (en)         | Angleterre     | 238    |
| 6     | Paul Child (en)          | États-Unis     | 238    |
| 7     | Arnie Mausser (en)       | États-Unis     | 224    |
| 8     | Steve Litt (en)          | Angleterre     | 220    |
| 9     | Robert Iarusci (en)      | Canada         | 217    |
| 10    | Bob Rigby (en)           | États-Unis     | 217    |

| Place | Joueur                   | Nationalité       | Points |
| ----- | ------------------------ | ----------------- | ------ |
| 1     | Giorgio Chinaglia        | Italie            | 478    |
| 2     | Karl-Heinz Granitza      | Allemagne         | 357    |
| 3     | Alan Willey (en)         | Angleterre        | 306    |
| 4     | Ron Futcher (en)         | Angleterre        | 296    |
| 5     | Patrick Ntsoelengoe (en) | Afrique du Sud    | 256    |
| 6     | Paul Child (en)          | États-Unis        | 251    |
| 7     | Ilija Mitić              | États-Unis        | 239    |
| 8     | Steve David (en)         | Trinité-et-Tobago | 228    |
| 9     | Laurie Abrahams (en)     | Angleterre        | 216    |
| 10    | Mike Stojanović (en)     | Canada            | 211    |

| Place | Joueur                   | Nationalité       | Buts |
| ----- | ------------------------ | ----------------- | ---- |
| 1     | Giorgio Chinaglia        | Italie            | 193  |
| 2     | Alan Willey (en)         | Angleterre        | 129  |
| 3     | Karl-Heinz Granitza      | Allemagne         | 128  |
| 4     | Ron Futcher (en)         | Angleterre        | 119  |
| 5     | Paul Child (en)          | États-Unis        | 102  |
| 6     | Ilija Mitić              | États-Unis        | 101  |
| 7     | Steve David (en)         | Trinité-et-Tobago | 100  |
| 8     | Patrick Ntsoelengoe (en) | Afrique du Sud    | 87   |
| 9     | Mike Stojanović (en)     | Canada            | 83   |
| 10    | Alan Green (en)          | États-Unis        | 82   |

| Place | Joueur                   | Nationalité    | Passes |
| ----- | ------------------------ | -------------- | ------ |
| 1     | Vladislav Bogićević      | Yougoslavie    | 147    |
| 2     | Karl-Heinz Granitza      | Allemagne      | 101    |
| 3     | Ray Hudson (en)          | Angleterre     | 99     |
| 4     | Steve Wegerle            | Afrique du Sud | 88     |
| 5     | Patrick Ntsoelengoe (en) | Afrique du Sud | 82     |
| 6     | Giorgio Chinaglia        | Italie         | 81     |
| 7     | David Bradford (en)      | Angleterre     | 80     |
| 8     | Jean Willrich (en)       | Allemagne      | 78     |
| 9     | Jørgen Kristensen (en)   | Danemark       | 73     |
| 10    | David Byrne (en)         | Afrique du Sud | 68     |

### Affluences moyennes
| Saison | Nombre de spectateurs | Affluence moyenne | Forte affluence moyenne             | Faible affluence moyenne                  |
| ------ | --------------------- | ----------------- | ----------------------------------- | ----------------------------------------- |
| 1968   | 1 193 479             | 4 699             | 8 510 (Spurs de Kansas City)        | 2 441 (Wolves de Los Angeles)             |
| 1969   | 84 974                | 2 930             | 4 273 (Spurs de Kansas City)        | 1 601 (Bays de Baltimore (en))            |
| 1970   | 253 071               | 3 163             | 4 506 (Lancers de Rochester)        | 2 228 (Tornado de Dallas)                 |
| 1971   | 461 145               | 4 154             | 5 993 (Metros de Toronto)           | 2 440 (Olympique de Montréal)             |
| 1972   | 262 921               | 4 780             | 7 773 (Stars de Saint-Louis (en))   | 2 112 (Gatos de Miami (en))               |
| 1973   | 535 865               | 5 954             | 11 501 (Atoms de Philadelphie (en)) | 3 317 (Apollos d'Atlanta)                 |
| 1974   | 1 165 464             | 7 770             | 16 594 (Earthquakes de San José)    | 3 458 (Metros de Toronto)                 |
| 1975   | 1 681 150             | 7 642             | 17 927 (Earthquakes de San José)    | 2 641 (Comets de Baltimore (en))          |
| 1976   | 2 470 884             | 10 295            | 23 828 (Sounders de Seattle)        | 2 581 (Minutemen de Boston)               |
| 1977   | 3 172 603             | 13 558            | 34 150 (Cosmos de New York)         | 3 902 (Bicentennials du Connecticut (en)) |
| 1978   | 4 710 244             | 13 084            | 47 856 (Cosmos de New York)         | 4 618 (Sting de Chicago)                  |
| 1979   | 5 112 262             | 14 201            | 46 690 (Cosmos de New York)         | 5 624 (Fury de Philadelphie (en))         |
| 1980   | 5 545 104             | 14 440            | 42 754 (Cosmos de New York)         | 4 465 (Fury de Philadelphie (en))         |
| 1981   | 4 732 062             | 14 084            | 34 857 (Cosmos de New York)         | 4 670 (Tornado de Dallas)                 |
| 1982   | 2 946 827             | 13 155            | 28 743 (Cosmos de New York)         | 4 922 (Drillers d'Edmonton (en))          |
| 1983   | 2 386 511             | 13 258            | 29 164 (Whitecaps de Vancouver)     | 4 685 (Sockers de San Diego)              |
| 1984   | 1 161 950             | 10 759            | 15 208 (Whitecaps de Vancouver)     | 5 702 (Sockers de San Diego)              |

## Joueurs emblématiques

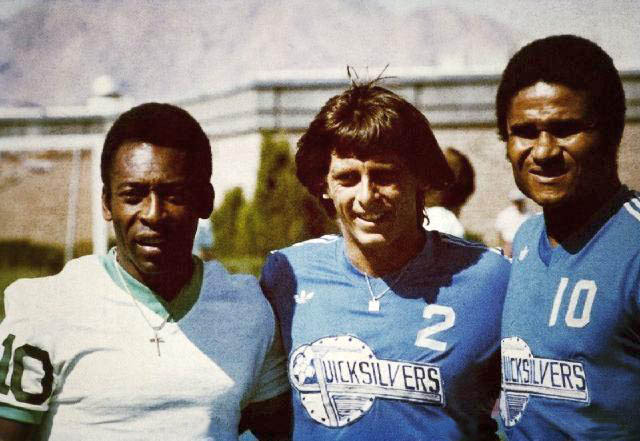
Eusébio, aux côtés de Pelé et de, avant une rencontre entre les et le Cosmos de New York le 1 4 1977.

Afin de promouvoir le soccer aux États-Unis, la NASL a recruté de nombreuses vedettes du football mondial, notamment en fin de leur carrière, parmi lesquelles :
- Javier Aguirre (1980)
- Carlos Alberto (1977-1982)
- Alan Ball (1981-1983)
- Gordon Banks (1977-1978)
- Peter Beardsley (1981-1983)
- Franz Beckenbauer (1977-1980, 1983)
- Colin Bell (1980)
- George Best (1976-1981)
- Roberto Bettega (1983-1984)
- Vladislav Bogićević (1978-1984)
- Ivan Buljan (1981-1982)
- Roberto Cabañas (1980-1984)
- Ian Callaghan (1978-1979)
- Marinho Chagas (1979-1980)
- Giorgio Chinaglia (1976-1983)
- Johan Cruijff (1979-1981)
- Teófilo Cubillas (1979-1983)
- Kazimierz Deyna (1981-1984)
- Eusébio (1975-1977)
- Elías Figueroa (1980-1981)
- Trevor Francis (1978-1979)
- Bobby Moore (1976, 1978)
- Gerd Müller (1979-1981)
- Johan Neeskens (1979-1984)
- Jimmy Nicholl (1982, 1984)
- Björn Nordqvist (1979-1980)
- Pelé (1975-1977)
- Robert Rensenbrink (1980-1981)
- Wim Rijsbergen (1979-1983)
- Julio César Romero (1980-1983)
- Hugo Sánchez (1979-1980)
- António Simões (1975-1977, 1979)
- Graeme Souness (1972)
- Wim Suurbier (1979-1982)
- Colin Todd (1984)
- Jan van Beveren (1980-1983)